# Vâlcelele (okręg Kluż)
Vâlcelele – wieś w Rumunii, w okręgu Kluż, w gminie Bobâlna. W 2011 roku liczyła 117 mieszkańców.